# Eyasisee
Der Eyasisee (englisch Lake Eyasi, französisch Lac Eyasi, früher Njarasasee, alte deutsche Bezeichnung Hohenlohesee) ist ein salziger und abflussloser See im Norden Tansanias, der sich südwestlich von Ngorongoro in der Region Arusha befindet. Er ist einer von vielen Seen im Ostafrikanischen Graben.

## Lage
Der Eyasisee befindet sich überwiegend im Distrikt Karatu in der Region Arusha und reicht lediglich im Südwesten zum Teil in die Region Simiyu hinein. Das Südende des Sees grenzt an die Region Singida.
Er liegt im Crater Highland (Distrikt Karatu, Region Arusha); genauer: südlich des Serengeti-Nationalparks und unmittelbar südwestlich des Ngorongoro-Kraters. Er ist einer von einigen Seen des Großen Afrikanischen Grabenbruches. Die südwestliche Flanke des Ngorongoro-Vulkans fällt in das nordöstliche Ende des Sees ab.
Abgesehen vom gezackten südöstlichen Ufer, das anscheinend wegen Füllung durch Sedimentgestein durch den Sibiti, der dort mündet, seichter ist, ist der See eigentlich rechteckig. Den größten Teil der ehemaligen Küstenlinie kann man anhand der farblichen Änderungen um die ziemlich steilen Küsten des Sees nachvollziehen. Saisonale, dramatische Schwankungen des Wasserstandes zeigen möglicherweise an, dass der Eyasisee auch während der Perioden des Wasserhöchststands relativ flach ist. Das Foto zeigt zwar dunkles Wasser, dennoch haben vergangene Satellitenbilder gezeigt, dass der See fast völlig leer war. Entdeckt wurde der See 1882 durch Oskar Baumann.
Rund um den See lebt die ethnische Gruppe der Hadza. Der Stamm stellt eine Rückzugspopulation der ursprünglichen Wildbeuterbevölkerung Ostafrikas dar.

## Flora und Fauna
Am Nordostende des Lake Eyasi gibt es viele Akazien und Palmen. Viele Tierarten leben rund um den See. Am häufigsten anzutreffen sind Leoparden, Flusspferde, Affen, sowie Flamingos und Pelikane.
Der Wasserstand im Lake Eyasi ändert sich häufig. Auch wenn das Gewässer manchmal seinen maximalen Stand erreicht, ist der See noch relativ flach. Immer wieder gibt es Trockenperioden, in denen der Lake Eyasi einen minimalen Wasserstand erreicht.

## Fossilienfunde
In den 1930er-Jahren wurden an der Küste des Eyasisee zahlreiche Fossilien geborgen, darunter ein teilweise erhaltener homininer Schädel (Eyasi 1), dessen Alter auf mindestens 100.000 Jahre datiert wurde. Dieser Schädel und weitere Knochenfunde (zwei Unterkiefer, einige Zähne und mehrere Schädel-Bruchstücke) wurden 1936 von Ludwig Kohl-Larsen als „Palaeoanthropus njarasensis“ benannt, im gleichen Jahr von Louis Leakey als afrikanischer „Pithecanthropus“ interpretiert und 1939 von Hans Weinert umbenannt in „Africanthropus njarasensis“. Heute gelten diese Fossilien aufgrund ihrer Beschaffenheit und ihres mutmaßlichen Alters als archaischer Homo sapiens. Verwahrort des Schädels Eyasi 1 ist das Institut für Ur- und Frühgeschichte der Eberhard-Karls-Universität Tübingen.

## Belege
1. ↑  JICA - The Study on the Groundwater Resources Development and Management in the Internal Drainage Basin
2. ↑  Eintrag Eyasi 1 in: Bernard Wood: Wiley-Blackwell Encyclopedia of Human Evolution. 2 Bände. Wiley-Blackwell, Chichester u. a. 2011, ISBN 978-1-4051-5510-6.